# Cais Velho do Porto Santo
O Cais Velho do Porto Santo é um antigo cais português que servia a ilha do Porto Santo, como local de embarque e desembarque de passageiros e mercadorias. Atualmente, visto como um monumento, é utilizado para lazer e ponto de mergulho nas águas cristalinas que banham a praia local.
A sua construção teve início no dia 19 de março de 1929. Recentemente, no segundo semestre de 2017, foi alvo de obras de reabilitação, num projeto adjudicado por 76 000 euros. A estrutura tem no total 102 metros de comprimento e 8 de largura e assenta em pilares colocados a equidistância. 